# A Republikanska futbolna grupa 1953
La A Republikanska futbolna grupa 1953 fu la 29ª edizione della massima serie del campionato di calcio bulgaro disputato tra il 14 marzo e il 17 ottobre 1953 e concluso con la vittoria della Dinamo Sofia, al suo ottavo titolo.
Capocannoniere del torneo fu Dimitar Minchev (Spartak Pleven, VVS Sofia), con 15 reti.

## Formula
Le squadre partecipanti passarono dalle dodici della stagione precedente alle sedici di quella attuale e disputarono un turno di andata e ritorno per un totale di 30 partite.
In vista di una diminuzione del numero di club, le squadre retrocesse in B RFG furono sette a fronte di cinque promozioni.
In origine le retrocesse avrebbero dovuto essere sei (e quattro promosse) ma la squadra nazionale (schierata in vista di una migliore preparazione ai mondiali) si ritirò dopo tredici giornate aumentando quindi il numero di squadre promosse dalla seconda serie.

## Classifica finale
| Pos. | Squadra                      | G  | V  | N  | P  | GF | GS | Punti |
| ---- | ---------------------------- | -- | -- | -- | -- | -- | -- | ----- |
| 1    | Dinamo Sofia                 | 28 | 19 | 5  | 4  | 48 | 22 | 43    |
| 2    | Otbor na Sofiiskija Garnizon | 28 | 18 | 6  | 4  | 64 | 23 | 42    |
| 3    | VMS Stalin                   | 28 | 12 | 7  | 9  | 29 | 20 | 31    |
| 4    | Lokomotiv Plovdiv            | 28 | 9  | 13 | 6  | 30 | 29 | 31    |
| 5    | Udarnik Sofia                | 28 | 9  | 12 | 7  | 42 | 33 | 30    |
| 6    | Spartak Pleven               | 28 | 9  | 12 | 7  | 29 | 29 | 30    |
| 7    | Lokomotiv Sofia              | 28 | 10 | 9  | 9  | 30 | 32 | 29    |
| 8    | Minyor Dimitrovo             | 28 | 11 | 6  | 11 | 33 | 35 | 28    |
| 9    | Spartak Plovdiv              | 28 | 9  | 9  | 10 | 29 | 29 | 27    |
| 10   | Akademik Stalin              | 28 | 9  | 7  | 12 | 26 | 43 | 25    |
| 11   | DNA Plovdiv                  | 28 | 8  | 8  | 12 | 29 | 31 | 24    |
| 12   | Spartak Sofia                | 28 | 5  | 14 | 9  | 24 | 34 | 24    |
| 13   | Stroitel Sofia               | 28 | 5  | 12 | 11 | 22 | 29 | 22    |
| 14   | VVS Sofia                    | 28 | 6  | 9  | 13 | 26 | 35 | 21    |
| 15   | Cherveno zname St Dimitrov   | 28 | 3  | 7  | 18 | 23 | 60 | 13    |
| 16   | Unified team of VSO          | 13 | 11 | 0  | 2  | 37 | 8  | -     |